# Liste des députés de la VIIIe législature de la Cinquième République
Cet article donne la liste par ordre alphabétique des députés français de la VIIIe législature (1986-1988).
Les élections législatives du 16 mars 1986 se sont déroulées pour la seule fois de la Ve République selon un mode de scrutin proportionnel de liste, dans le cadre départemental, les circonscriptions ayant été supprimées.
Cette législature, ouverte le 2 avril 1986, s'est terminée par la dissolution de l'Assemblée le 14 mai 1988, après la réélection de François Mitterrand à la Présidence de la République.
Pour chaque député, la liste précise son département d'élection ainsi que le groupe dont il fait partie (pour les députés seulement apparentés à un groupe politique, un « a » précède le nom du groupe). Cette liste reflète la composition de l'Assemblée nationale à la date du 21 mars 1986, avant la nomination du gouvernement. Les modifications apportées en cours de législature sont indiquées en notes.

## Légende
a. = apparenté
|  |       | Groupe                                  | Partis                                      |
|  | ----- | --------------------------------------- | ------------------------------------------- |
|  | COM   | Communiste                              | PCF et apparentés, PCR, PCG                 |
|  | SOC   | Socialiste                              | PS et apparentés, MRG, PPM, PSG             |
|  | UDF   | Union pour la démocratie française      | UDF (CDS, PR, PRV, PSD, PPDF) et apparentés |
|  | RPR   | Rassemblement pour la République        | RPR et apparentés                           |
|  | FN-RN | Front national – Rassemblement national | FN, CNIP                                    |
|  | NI    | Députés non inscrits                    | RPR, PS, UDF, DVD, DVG, ex-FN               |

- Haut – A
- B
- C
- D
- E
- F
- G
- H
- I
- J
- K
- L
- M
- N
- O
- P
- Q
- R
- S
- T
- U
- V
- W
- X
- Y
- Z

## A
| Nom                  | Groupe | Groupe | Parti | Parti   | Circonscription      |
| -------------------- | ------ | ------ | ----- | ------- | -------------------- |
| Jean-Pierre Abelin   |        | UDF    |       | UDF-CDS | Vienne               |
| Aymar Achille-Fould  |        | RPR    |       | RPR     | Gironde              |
| Maurice Adevah-Pœuf  |        | SOC    |       | PS      | Puy-de-Dôme          |
| Nicolas Alfonsi      |        | SOC    |       | MRG     | Corse-du-Sud         |
| Jean Allard          |        | UDF    |       | a. UDF  | Seine-Maritime       |
| Michèle Alliot-Marie |        | RPR    |       | RPR     | Pyrénées-Atlantiques |
| Edmond Alphandéry    |        | UDF    |       | UDF     | Maine-et-Loire       |
| Jean Anciant         |        | SOC    |       | PS      | Oise                 |
| René André           |        | RPR    |       | RPR     | Manche               |
| Gustave Ansart       |        | COM    |       | PCF     | Nord                 |
| Vincent Ansquer      |        | RPR    |       | RPR     | Vendée               |
| Maurice Arreckx      |        | UDF    |       | UDF-PR  | Var                  |
| Pascal Arrighi       |        | FN-RN  |       | FN      | Bouches-du-Rhône     |
| François Asensi      |        | COM    |       | PCF     | Seine-Saint-Denis    |
| Philippe Auberger    |        | RPR    |       | RPR     | Yonne                |
| Emmanuel Aubert      |        | RPR    |       | RPR     | Alpes-Maritimes      |
| François d'Aubert    |        | UDF    |       | UDF     | Mayenne              |
| Rémy Auchedé         |        | COM    |       | PCF     | Pas-de-Calais        |
| André Audinot        |        | UDF    |       | UDF     | Somme                |
| Michel Aurillac      |        | RPR    |       | RPR     | Indre                |
| Jean Auroux          |        | SOC    |       | PS      | Loire                |
| Edwige Avice         |        | SOC    |       | PS      | Paris                |
| Jean-Marc Ayrault    |        | SOC    |       | PS      | Loire-Atlantique     |

## B
| Nom                         | Groupe | Groupe | Parti | Parti   | Circonscription         |
| --------------------------- | ------ | ------ | ----- | ------- | ----------------------- |
| Pierre Bachelet             |        | RPR    |       | RPR     | Alpes-Maritimes         |
| François Bachelot           |        | FN-RN  |       | FN      | Seine-Saint-Denis       |
| Jacques Badet               |        | SOC    |       | PS      | Loire                   |
| Christian Baeckeroot        |        | FN-RN  |       | FN      | Nord                    |
| Édouard Balladur            |        | RPR    |       | a. RPR  | Paris                   |
| Jean-Pierre Balligand       |        | SOC    |       | PS      | Aisne                   |
| Gérard Bapt                 |        | SOC    |       | PS      | Haute-Garonne           |
| Régis Barailla              |        | SOC    |       | PS      | Aude                    |
| Claude Barate               |        | RPR    |       | RPR     | Pyrénées-Orientales     |
| Gilbert Barbier             |        | UDF    |       | UDF     | Jura                    |
| Bernard Bardin              |        | SOC    |       | PS      | Nièvre                  |
| Didier Bariani              |        | UDF    |       | UDF-PR  | Seine-Saint-Denis       |
| Michel Barnier              |        | RPR    |       | RPR     | Savoie                  |
| Alain Barrau                |        | SOC    |       | PS      | Hérault                 |
| Raymond Barre               |        | UDF    |       | a. UDF  | Rhône                   |
| Jacques Barrot              |        | UDF    |       | UDF-CDS | Haute-Loire             |
| Jean-Jacques Barthe         |        | COM    |       | PCF     | Pas-de-Calais           |
| Claude Bartolone            |        | SOC    |       | PS      | Seine-Saint-Denis       |
| Philippe Bassinet           |        | SOC    |       | PS      | Hauts-de-Seine          |
| Dominique Baudis            |        | UDF    |       | UDF-CDS | Haute-Garonne           |
| Jacques Baumel              |        | RPR    |       | RPR     | Hauts-de-Seine          |
| Henri Bayard                |        | UDF    |       | UDF     | Loire                   |
| François Bayrou             |        | UDF    |       | UDF-CDS | Pyrénées-Atlantiques    |
| Jean Beaufils               |        | SOC    |       | PS      | Seine-Maritime          |
| Henri Beaujean              |        | RPR    |       | a. RPR  | Guadeloupe              |
| René Beaumont               |        | UDF    |       | UDF     | Saône-et-Loire          |
| Marc Bécam                  |        | RPR    |       | a. RPR  | Finistère               |
| Guy Bêche                   |        | SOC    |       | PS      | Doubs                   |
| Jean Bégault                |        | UDF    |       | a. UDF  | Maine-et-Loire          |
| André Bellon                |        | SOC    |       | PS      | Alpes-de-Haute-Provence |
| Jean-Michel Belorgey        |        | SOC    |       | PS      | Allier                  |
| René Benoît                 |        | UDF    |       | UDF     | Côtes-du-Nord           |
| Pierre de Bénouville        |        | RPR    |       | RPR     | Paris                   |
| Pierre Bérégovoy            |        | SOC    |       | PS      | Nièvre                  |
| Christian Bergelin          |        | RPR    |       | RPR     | Haute-Saône             |
| Michel Bernard              |        | RPR    |       | RPR     | Haute-Vienne            |
| Pierre Bernard              |        | SOC    |       | PS      | Tarn                    |
| Daniel Bernardet            |        | NI     |       | UDF     | Indre                   |
| Pierre Bernard-Reymond      |        | UDF    |       | UDF-CDS | Hautes-Alpes            |
| Michel Berson               |        | SOC    |       | PS      | Essonne                 |
| Jean Besson                 |        | RPR    |       | RPR     | Rhône                   |
| Louis Besson                |        | SOC    |       | PS      | Savoie                  |
| Jacques Bichet              |        | UDF    |       | UDF     | Territoire de Belfort   |
| Marcel Bigeard              |        | UDF    |       | a. UDF  | Meurthe-et-Moselle      |
| André Billardon             |        | SOC    |       | PS      | Saône-et-Loire          |
| Jacques Blanc               |        | UDF    |       | UDF-PR  | Lozère                  |
| Pierre Bleuler              |        | UDF    |       | UDF     | Hautes-Pyrénées         |
| Yvan Blot                   |        | RPR    |       | RPR     | Pas-de-Calais           |
| Roland Blum                 |        | UDF    |       | UDF     | Bouches-du-Rhône        |
| Jean-Marie Bockel           |        | SOC    |       | PS      | Haut-Rhin               |
| Alain Bocquet               |        | COM    |       | PCF     | Nord                    |
| Georges Bollengier-Stragier |        | UDF    |       | UDF     | Sarthe                  |
| Jacques Bompard             |        | FN-RN  |       | FN      | Vaucluse                |
| Jean Bonhomme               |        | RPR    |       | RPR     | Tarn-et-Garonne         |
| Gilbert Bonnemaison         |        | SOC    |       | PS      | Seine-Saint-Denis       |
| Alain Paul Bonnet           |        | SOC    |       | MRG     | Dordogne                |
| Augustin Bonrepaux          |        | SOC    |       | PS      | Ariège                  |
| Gérard Bordu                |        | COM    |       | PCF     | Seine-et-Marne          |
| André Borel                 |        | SOC    |       | PS      | Vaucluse                |
| Franck Borotra              |        | RPR    |       | RPR     | Yvelines                |
| Robert Borrel               |        | NI     |       | DVG     | Haute-Savoie            |
| Bernard Bosson              |        | UDF    |       | UDF     | Haute-Savoie            |
| Huguette Bouchardeau        |        | SOC    |       | a. PS   | Doubs                   |
| Jean-Michel Boucheron       |        | SOC    |       | PS      | Charente                |
| Jean-Michel Boucheron       |        | SOC    |       | PS      | Ille-et-Vilaine         |
| Bruno Bourg-Broc            |        | RPR    |       | RPR     | Marne                   |
| Pierre Bourguignon          |        | SOC    |       | PS      | Seine-Maritime          |
| Jean Bousquet               |        | a. UDF |       | UDF-PR  | Gard                    |
| Christine Boutin            |        | a. UDF |       | UDF-CDS | Yvelines                |
| Loïc Bouvard                |        | UDF    |       | UDF     | Morbihan                |
| Henri Bouvet                |        | UDF    |       | UDF     | Haute-Vienne            |
| Jacques Boyon               |        | RPR    |       | RPR     | Ain                     |
| Jean-Guy Branger            |        | UDF    |       | a. UDF  | Charente-Maritime       |
| Benjamin Brial              |        | RPR    |       | RPR     | Wallis-et-Futuna        |
| Jean Briane                 |        | UDF    |       | UDF-CDS | Aveyron                 |
| Yvon Briant                 |        | FN-RN  |       | CNIP    | Val-d'Oise              |
| Jean Brocard                |        | UDF    |       | UDF-PR  | Haute-Savoie            |
| Albert Brochard             |        | UDF    |       | a. UDF  | Deux-Sèvres             |
| Alain Brune                 |        | SOC    |       | PS      | Jura                    |
| Paulin Bruné                |        | RPR    |       | RPR     | Guyane                  |
| Dominique Bussereau         |        | UDF    |       | UDF-PR  | Charente-Maritime       |

## C
| Nom                     | Groupe | Groupe | Parti | Parti  | Circonscription       |
| ----------------------- | ------ | ------ | ----- | ------ | --------------------- |
| Christian Cabal         |        | RPR    |       | RPR    | Loire                 |
| Alain Calmat            |        | SOC    |       | a. PS  | Cher                  |
| Jacques Cambolive       |        | SOC    |       | PS     | Aude                  |
| Alain Carignon          |        | RPR    |       | RPR    | Isère                 |
| Jean-Marie Caro         |        | UDF    |       | UDF    | Bas-Rhin              |
| Roland Carraz           |        | SOC    |       | PS     | Côte-d'Or             |
| Michel Cartelet         |        | SOC    |       | PS     | Aube                  |
| Jean-Pierre Cassabel    |        | RPR    |       | RPR    | Aude                  |
| Jean-Claude Cassaing    |        | SOC    |       | PS     | Corrèze               |
| Élie Castor             |        | SOC    |       | PSG    | Guyane                |
| Laurent Cathala         |        | SOC    |       | PS     | Val-de-Marne          |
| Jean-Charles Cavaillé   |        | RPR    |       | RPR    | Morbihan              |
| Robert Cazalet          |        | UDF    |       | UDF    | Gironde               |
| Aimé Césaire            |        | a. SOC |       | PPM    | Martinique            |
| Gérard César            |        | RPR    |       | RPR    | Gironde               |
| Pierre Ceyrac           |        | FN-RN  |       | FN     | Nord                  |
| Jacques Chaban-Delmas   |        | RPR    |       | RPR    | Gironde               |
| Dominique Chaboche      |        | FN-RN  |       | FN     | Seine-Maritime        |
| Albin Chalandon         |        | RPR    |       | RPR    | Nord                  |
| Charles de Chambrun     |        | FN-RN  |       | FN     | Gard                  |
| Guy Chanfrault          |        | SOC    |       | PS     | Haute-Marne           |
| Robert Chapuis          |        | SOC    |       | PS     | Ardèche               |
| Jean Charbonnel         |        | RPR    |       | RPR    | Corrèze               |
| Hervé de Charette       |        | UDF    |       | UDF-PR | Nièvre                |
| Jean-Paul Charié        |        | RPR    |       | RPR    | Loiret                |
| Serge Charles           |        | RPR    |       | RPR    | Nord                  |
| Maurice Charretier      |        | UDF    |       | UDF    | Vaucluse              |
| Jean Charroppin         |        | RPR    |       | RPR    | Jura                  |
| Jacques Chartron        |        | RPR    |       | RPR    | Creuse                |
| Michel Charzat          |        | SOC    |       | PS     | Paris                 |
| Gérard Chasseguet       |        | RPR    |       | RPR    | Sarthe                |
| Alain Chastagnol        |        | RPR    |       | RPR    | Lot                   |
| Guy-Michel Chauveau     |        | SOC    |       | PS     | Sarthe                |
| Bruno Chauvierre        |        | NI     |       | FN     | Nord                  |
| Georges Chavanes        |        | UDF    |       | UDF    | Charente              |
| Alain Chénard           |        | SOC    |       | PS     | Loire-Atlantique      |
| Daniel Chevallier       |        | SOC    |       | PS     | Hautes-Alpes          |
| Jean-Pierre Chevènement |        | SOC    |       | PS     | Territoire de Belfort |
| Jacques Chirac          |        | RPR    |       | RPR    | Corrèze               |
| Paul Chollet            |        | UDF    |       | a. UDF | Lot-et-Garonne        |
| Paul Chomat             |        | COM    |       | PCF    | Loire                 |
| Georges Chometon        |        | UDF    |       | UDF    | Puy-de-Dôme           |
| Didier Chouat           |        | SOC    |       | PS     | Côtes-du-Nord         |
| Jean-Claude Chupin      |        | SOC    |       | PS     | Maine-et-Loire        |
| Pascal Clément          |        | UDF    |       | UDF-PR | Loire                 |
| André Clert             |        | SOC    |       | PS     | Deux-Sèvres           |
| Michel Coffineau        |        | SOC    |       | PS     | Val-d'Oise            |
| Michel Cointat          |        | RPR    |       | RPR    | Ille-et-Vilaine       |
| Georges Colin           |        | SOC    |       | PS     | Marne                 |
| Gérard Collomb          |        | SOC    |       | PS     | Rhône                 |
| Georges Colombier       |        | UDF    |       | UDF    | Isère                 |
| Jean-Hugues Colonna     |        | SOC    |       | PS     | Alpes-Maritimes       |
| Roger Combrisson        |        | COM    |       | PCF    | Essonne               |
| Roger Corrèze           |        | RPR    |       | RPR    | Loir-et-Cher          |
| Sébastien Couépel       |        | UDF    |       | UDF    | Côtes-du-Nord         |
| Bertrand Cousin         |        | RPR    |       | RPR    | Côtes-du-Nord         |
| Roger Couturier         |        | RPR    |       | RPR    | Saône-et-Loire        |
| Jean-Michel Couve       |        | RPR    |       | RPR    | Var                   |
| Jean-Yves Cozan         |        | UDF    |       | UDF    | Finistère             |
| Michel Crépeau          |        | SOC    |       | MRG    | Charente-Maritime     |
| Édith Cresson           |        | SOC    |       | PS     | Vienne                |
| Henri Cuq               |        | RPR    |       | RPR    | Ariège                |

## D
| Nom                    | Groupe | Groupe | Parti | Parti  | Circonscription         |
| ---------------------- | ------ | ------ | ----- | ------ | ----------------------- |
| Jean-Marie Daillet     |        | UDF    |       | UDF    | Manche                  |
| Louis Darinot          |        | SOC    |       | PS     | Manche                  |
| Marcel Dassault        |        | RPR    |       | RPR    | Oise                    |
| Bernard Debré          |        | RPR    |       | RPR    | Indre-et-Loire          |
| Jean-Louis Debré       |        | RPR    |       | RPR    | Eure                    |
| Michel Debré           |        | RPR    |       | RPR    | La Réunion              |
| Gaston Defferre        |        | SOC    |       | PS     | Bouches-du-Rhône        |
| Marcel Dehoux          |        | SOC    |       | PS     | Nord                    |
| Jean-Pierre Delalande  |        | RPR    |       | RPR    | Val-d'Oise              |
| Georges Delatre        |        | RPR    |       | RPR    | Seine-Maritime          |
| Francis Delattre       |        | UDF    |       | UDF    | Val-d'Oise              |
| Michel Delebarre       |        | SOC    |       | PS     | Nord                    |
| André Delehedde        |        | SOC    |       | PS     | Pas-de-Calais           |
| Jean-Paul Delevoye     |        | RPR    |       | RPR    | Pas-de-Calais           |
| Georges Delfosse       |        | UDF    |       | UDF    | Nord                    |
| Pierre Delmar          |        | RPR    |       | RPR    | Alpes-de-Haute-Provence |
| Jean-Marie Demange     |        | RPR    |       | RPR    | Moselle                 |
| Jean-François Deniau   |        | UDF    |       | UDF-PR | Cher                    |
| Xavier Deniau          |        | RPR    |       | RPR    | Loiret                  |
| Charles Deprez         |        | UDF    |       | UDF    | Hauts-de-Seine          |
| Léonce Deprez          |        | a. UDF |       | UDF-PR | Pas-de-Calais           |
| Bernard Derosier       |        | SOC    |       | PS     | Nord                    |
| Jean Desanlis          |        | UDF    |       | UDF    | Loir-et-Cher            |
| Jean-Jacques Descamps  |        | UDF    |       | UDF    | Nord                    |
| Pierre Descaves        |        | FN-RN  |       | FN     | Oise                    |
| Bernard Deschamps      |        | COM    |       | PCF    | Gard                    |
| Freddy Deschaux-Beaume |        | SOC    |       | PS     | Eure                    |
| Jean-Claude Dessein    |        | SOC    |       | PS     | Somme                   |
| Jean-Pierre Destrade   |        | SOC    |       | PS     | Pyrénées-Atlantiques    |
| Patrick Devedjian      |        | RPR    |       | RPR    | Hauts-de-Seine          |
| Paul Dhaille           |        | SOC    |       | PS     | Seine-Maritime          |
| Claude Dhinnin         |        | RPR    |       | RPR    | Nord                    |
| Jean Diebold           |        | NI     |       | RPR    | Haute-Garonne           |
| Willy Diméglio         |        | UDF    |       | UDF-PR | Hérault                 |
| Gabriel Domenech       |        | FN-RN  |       | FN     | Bouches-du-Rhône        |
| Jacques Dominati       |        | UDF    |       | UDF    | Paris                   |
| Jacques Douffiagues    |        | UDF    |       | UDF-PR | Loiret                  |
| Maurice Dousset        |        | UDF    |       | UDF    | Eure-et-Loir            |
| Raymond Douyère        |        | SOC    |       | PS     | Sarthe                  |
| René Drouin            |        | SOC    |       | PS     | Moselle                 |
| Guy Drut               |        | RPR    |       | RPR    | Seine-et-Marne          |
| Jean-Michel Dubernard  |        | RPR    |       | RPR    | Rhône                   |
| Guy Ducoloné           |        | COM    |       | PCF    | Hauts-de-Seine          |
| Georgina Dufoix        |        | SOC    |       | PS     | Gard                    |
| Xavier Dugoin          |        | RPR    |       | RPR    | Essonne                 |
| Roland Dumas           |        | SOC    |       | PS     | Dordogne                |
| Jean-Louis Dumont      |        | SOC    |       | PS     | Meuse                   |
| Adrien Durand          |        | UDF    |       | UDF    | Lozère                  |
| Bruno Durieux          |        | UDF    |       | UDF    | Nord                    |
| Jean-Paul Durieux      |        | SOC    |       | PS     | Meurthe-et-Moselle      |
| André Durr             |        | RPR    |       | RPR    | Bas-Rhin                |
| Job Durupt             |        | SOC    |       | PS     | Meurthe-et-Moselle      |

## E
| Nom              | Groupe | Groupe | Parti | Parti  | Circonscription  |
| ---------------- | ------ | ------ | ----- | ------ | ---------------- |
| Charles Ehrmann  |        | UDF    |       | UDF-PR | Alpes-Maritimes  |
| Henri Emmanuelli |        | SOC    |       | PS     | Landes           |
| Claude Évin      |        | SOC    |       | PS     | Loire-Atlantique |

## F
| Nom                     | Groupe | Groupe | Parti | Parti | Circonscription     |
| ----------------------- | ------ | ------ | ----- | ----- | ------------------- |
| Laurent Fabius          |        | SOC    |       | PS    | Seine-Maritime      |
| Jean Falala             |        | RPR    |       | RPR   | Marne               |
| André Fanton            |        | RPR    |       | RPR   | Calvados            |
| Jacques Farran          |        | UDF    |       | UDF   | Pyrénées-Orientales |
| Alain Faugaret          |        | SOC    |       | PS    | Nord                |
| Gratien Ferrari         |        | UDF    |       | UDF   | Savoie              |
| Charles Fèvre           |        | UDF    |       | UDF   | Haute-Marne         |
| François Fillon         |        | RPR    |       | RPR   | Sarthe              |
| Henri Fiszbin           |        | SOC    |       | a. PS | Alpes-Maritimes     |
| Charles Fiterman        |        | COM    |       | PCF   | Rhône               |
| Jacques Fleury          |        | SOC    |       | PS    | Somme               |
| Roland Florian          |        | SOC    |       | PS    | Oise                |
| Gaston Flosse           |        | RPR    |       | RPR   | Polynésie française |
| Georges Fontès          |        | RPR    |       | RPR   | Hérault             |
| Pierre Forgues          |        | SOC    |       | PS    | Hautes-Pyrénées     |
| Jean-Pierre Fourré      |        | SOC    |       | PS    | Seine-et-Marne      |
| Jean Foyer              |        | RPR    |       | RPR   | Maine-et-Loire      |
| Martine Frachon         |        | SOC    |       | PS    | Yvelines            |
| Joseph Franceschi       |        | SOC    |       | PS    | Val-de-Marne        |
| Georges Frêche          |        | SOC    |       | PS    | Hérault             |
| Édouard Frédéric-Dupont |        | FN-RN  |       | CNIP  | Paris               |
| Gérard Freulet          |        | FN-RN  |       | FN    | Haut-Rhin           |
| Yves Fréville           |        | UDF    |       | UDF   | Ille-et-Vilaine     |
| Gérard Fuchs            |        | SOC    |       | PS    | Paris               |
| Jean-Paul Fuchs         |        | UDF    |       | UDF   | Haut-Rhin           |

## G
| Nom                      | Groupe | Groupe | Parti | Parti  | Circonscription      |
| ------------------------ | ------ | ------ | ----- | ------ | -------------------- |
| Robert Galley            |        | RPR    |       | RPR    | Aube                 |
| Gilbert Gantier          |        | UDF    |       | UDF    | Paris                |
| Pierre Garmendia         |        | SOC    |       | PS     | Gironde              |
| Françoise Gaspard        |        | SOC    |       | PS     | Eure-et-Loir         |
| Henri de Gastines        |        | RPR    |       | RPR    | Mayenne              |
| Jean-Claude Gaudin       |        | UDF    |       | UDF-PR | Bouches-du-Rhône     |
| Jean de Gaulle           |        | RPR    |       | RPR    | Deux-Sèvres          |
| Jean-Claude Gayssot      |        | COM    |       | PCF    | Seine-Saint-Denis    |
| Francis Geng             |        | UDF    |       | UDF    | Orne                 |
| Germain Gengenwin        |        | UDF    |       | UDF    | Bas-Rhin             |
| Claude Germon            |        | SOC    |       | PS     | Essonne              |
| Jean Giard               |        | COM    |       | PCF    | Isère                |
| Jean Giovannelli         |        | SOC    |       | PS     | Morbihan             |
| Valéry Giscard d'Estaing |        | UDF    |       | UDF-PR | Puy-de-Dôme          |
| Jean-Louis Goasduff      |        | RPR    |       | RPR    | Finistère            |
| Pierre Godefroy          |        | RPR    |       | RPR    | Manche               |
| Jacques Godfrain         |        | RPR    |       | RPR    | Aveyron              |
| Colette Goeuriot         |        | COM    |       | PCF    | Meurthe-et-Moselle   |
| Bruno Gollnisch          |        | FN-RN  |       | FN     | Rhône                |
| Michel Gonelle           |        | RPR    |       | RPR    | Lot-et-Garonne       |
| Georges Gorse            |        | RPR    |       | RPR    | Hauts-de-Seine       |
| Jean Gougy               |        | RPR    |       | RPR    | Pyrénées-Atlantiques |
| Daniel Goulet            |        | RPR    |       | RPR    | Orne                 |
| Joseph Gourmelon         |        | SOC    |       | PS     | Finistère            |
| Christian Goux           |        | SOC    |       | PS     | Var                  |
| Hubert Gouze             |        | SOC    |       | PS     | Tarn-et-Garonne      |
| Maxime Gremetz           |        | COM    |       | PCF    | Somme                |
| Jean Grimont             |        | SOC    |       | PS     | Haut-Rhin            |
| Alain Griotteray         |        | UDF    |       | UDF-PR | Val-de-Marne         |
| François Grussenmeyer    |        | RPR    |       | RPR    | Bas-Rhin             |
| Yves Guéna               |        | RPR    |       | RPR    | Dordogne             |
| Olivier Guichard         |        | RPR    |       | RPR    | Loire-Atlantique     |
| Jacques Guyard           |        | SOC    |       | PS     | Essonne              |

## H
| Nom                 | Groupe | Groupe | Parti | Parti   | Circonscription   |
| ------------------- | ------ | ------ | ----- | ------- | ----------------- |
| Georges Hage        |        | COM    |       | PCF     | Nord              |
| Michel Hannoun      |        | RPR    |       | RPR     | Isère             |
| Florence d'Harcourt |        | UDF    |       | UDF     | Hauts-de-Seine    |
| Francis Hardy       |        | RPR    |       | RPR     | Charente          |
| Joël Hart           |        | RPR    |       | RPR     | Somme             |
| Guy Herlory         |        | FN-RN  |       | FN      | Moselle           |
| Guy Hermier         |        | COM    |       | PCF     | Bouches-du-Rhône  |
| Charles Hernu       |        | SOC    |       | PS      | Rhône             |
| Jacques Hersant     |        | RPR    |       | a. RPR  | Pas-de-Calais     |
| Robert Hersant      |        | UDF    |       | UDF-PRV | Oise              |
| Edmond Hervé        |        | SOC    |       | PS      | Ille-et-Vilaine   |
| Michel Hervé        |        | SOC    |       | PS      | Deux-Sèvres       |
| Élie Hoarau         |        | a. COM |       | PCR     | La Réunion        |
| Jacqueline Hoffmann |        | COM    |       | PCF     | Yvelines          |
| Roger Holeindre     |        | FN-RN  |       | FN      | Seine-Saint-Denis |
| Élisabeth Hubert    |        | RPR    |       | RPR     | Loire-Atlantique  |
| Roland Huguet       |        | SOC    |       | PS      | Pas-de-Calais     |
| Xavier Hunault      |        | UDF    |       | a. UDF  | Loire-Atlantique  |
| Jean-Jacques Hyest  |        | UDF    |       | UDF     | Seine-et-Marne    |

## J
| Nom                 | Groupe | Groupe | Parti | Parti | Circonscription   |
| ------------------- | ------ | ------ | ----- | ----- | ----------------- |
| Lucien Jacob        |        | RPR    |       | RPR   | Côte-d'Or         |
| Marie Jacq          |        | SOC    |       | PS    | Finistère         |
| Muguette Jacquaint  |        | COM    |       | PCF   | Seine-Saint-Denis |
| Denis Jacquat       |        | UDF    |       | UDF   | Moselle           |
| Michel Jacquemin    |        | UDF    |       | UDF   | Doubs             |
| Alain Jacquot       |        | RPR    |       | RPR   | Vosges            |
| Jean-François Jalkh |        | FN-RN  |       | FN    | Seine-et-Marne    |
| Frédéric Jalton     |        | SOC    |       | PS    | Guadeloupe        |
| Maurice Janetti     |        | SOC    |       | PS    | Var               |
| Jean Jarosz         |        | COM    |       | PCF   | Nord              |
| André Jarrot        |        | RPR    |       | RPR   | Saône-et-Loire    |
| Henry Jean-Baptiste |        | UDF    |       | UDF   | Mayotte           |
| Maurice Jeandon     |        | RPR    |       | RPR   | Vosges            |
| Jean-Jacques Jégou  |        | UDF    |       | UDF   | Val-de-Marne      |
| Lionel Jospin       |        | SOC    |       | PS    | Paris             |
| Charles Josselin    |        | SOC    |       | PS    | Côtes-du-Nord     |
| Alain Journet       |        | SOC    |       | PS    | Gard              |
| Pierre Joxe         |        | SOC    |       | PS    | Saône-et-Loire    |
| Didier Julia        |        | RPR    |       | RPR   | Seine-et-Marne    |
| Alain Juppé         |        | RPR    |       | RPR   | Paris             |

## K
| Nom                  | Groupe | Groupe | Parti | Parti   | Circonscription |
| -------------------- | ------ | ------ | ----- | ------- | --------------- |
| Gabriel Kaspereit    |        | RPR    |       | RPR     | Paris           |
| Aimé Kergueris       |        | UDF    |       | UDF-PR  | Morbihan        |
| Jean Kiffer          |        | RPR    |       | a. RPR  | Moselle         |
| Joseph Klifa         |        | UDF    |       | UDF-PSD | Haut-Rhin       |
| Émile Koehl          |        | UDF    |       | UDF-CDS | Bas-Rhin        |
| Jean-Pierre Kucheida |        | SOC    |       | PS      | Pas-de-Calais   |
| Gérard Kuster        |        | RPR    |       | RPR     | Doubs           |

## L
| Nom                        | Groupe | Groupe | Parti | Parti   | Circonscription      |
| -------------------------- | ------ | ------ | ----- | ------- | -------------------- |
| André Labarrère            |        | SOC    |       | PS      | Pyrénées-Atlantiques |
| Claude Labbé               |        | RPR    |       | RPR     | Hauts-de-Seine       |
| Jean Laborde               |        | SOC    |       | PS      | Gers                 |
| Jacques Lacarin            |        | UDF    |       | UDF     | Allier               |
| Jean-Philippe Lachenaud    |        | UDF    |       | UDF     | Val-d'Oise           |
| Jean Lacombe               |        | SOC    |       | PS      | Hérault              |
| Jacques Lafleur            |        | RPR    |       | RPR     | Nouvelle-Calédonie   |
| André Laignel              |        | SOC    |       | PS      | Indre                |
| André Lajoinie             |        | COM    |       | PCF     | Allier               |
| Catherine Lalumière        |        | SOC    |       | MRG     | Gironde              |
| Jean-Claude Lamant         |        | RPR    |       | RPR     | Aisne                |
| Jérôme Lambert             |        | SOC    |       | PS      | Charente             |
| Michel Lambert             |        | NI     |       | PS      | Orne                 |
| Jack Lang                  |        | SOC    |       | PS      | Loir-et-Cher         |
| Louis Lauga                |        | RPR    |       | RPR     | Landes               |
| Jean Laurain               |        | SOC    |       | PS      | Moselle              |
| Christian Laurissergues    |        | SOC    |       | PS      | Lot-et-Garonne       |
| Jacques Lavédrine          |        | SOC    |       | PS      | Puy-de-Dôme          |
| Georges Le Baill           |        | SOC    |       | PS      | Hauts-de-Seine       |
| Jean Lecanuet              |        | UDF    |       | UDF-CDS | Seine-Maritime       |
| Marie-France Lecuir        |        | SOC    |       | PS      | Val-d'Oise           |
| Jean-Yves Le Déaut         |        | SOC    |       | PS      | Meurthe-et-Moselle   |
| André Ledran               |        | SOC    |       | PS      | Calvados             |
| Jean-Yves Le Drian         |        | SOC    |       | PS      | Morbihan             |
| Robert Le Foll             |        | SOC    |       | PS      | Seine-et-Marne       |
| Bernard Lefranc            |        | SOC    |       | PS      | Aisne                |
| Jean Le Garrec             |        | SOC    |       | PS      | Nord                 |
| Jacques Legendre           |        | RPR    |       | RPR     | Nord                 |
| Philippe Legras            |        | RPR    |       | RPR     | Haute-Saône          |
| Guy Le Jaouen              |        | FN-RN  |       | FN      | Loire                |
| André Lejeune              |        | SOC    |       | PS      | Creuse               |
| Daniel Le Meur             |        | COM    |       | PCF     | Aisne                |
| Georges Lemoine            |        | SOC    |       | PS      | Eure-et-Loir         |
| Guy Lengagne               |        | SOC    |       | PS      | Pas-de-Calais        |
| Gérard Léonard             |        | RPR    |       | RPR     | Meurthe-et-Moselle   |
| Alexandre Léontieff        |        | RPR    |       | RPR     | Polynésie française  |
| François Léotard           |        | UDF    |       | UDF-PR  | Var                  |
| Jean-Marie Le Pen          |        | FN-RN  |       | FN      | Paris                |
| Louis Le Pensec            |        | SOC    |       | PS      | Finistère            |
| Arnaud Lepercq             |        | RPR    |       | RPR     | Vienne               |
| Ginette Leroux             |        | SOC    |       | PS      | Maine-et-Loire       |
| Roland Leroy               |        | COM    |       | PCF     | Seine-Maritime       |
| Maurice Ligot              |        | UDF    |       | a. UDF  | Maine-et-Loire       |
| Jacques Limouzy            |        | RPR    |       | RPR     | Tarn                 |
| Jean de Lipkowski          |        | RPR    |       | RPR     | Charente-Maritime    |
| François Loncle            |        | SOC    |       | PS      | Eure                 |
| Gérard Longuet             |        | RPR    |       | RPR     | Meuse                |
| Raymond Lory               |        | UDF    |       | UDF     | Indre-et-Loire       |
| Maurice Louis-Joseph-Dogué |        | SOC    |       | PS      | Martinique           |

## M
| Nom                             | Groupe | Groupe | Parti | Parti   | Circonscription   |
| ------------------------------- | ------ | ------ | ----- | ------- | ----------------- |
| Alain Madelin                   |        | UDF    |       | UDF-PR  | Ille-et-Vilaine   |
| Jacques Mahéas                  |        | SOC    |       | PS      | Seine-Saint-Denis |
| Guy Malandain                   |        | SOC    |       | PS      | Yvelines          |
| Martin Malvy                    |        | SOC    |       | PS      | Lot               |
| Albert Mamy                     |        | UDF    |       | UDF-PR  | Tarn              |
| Jean-François Mancel            |        | RPR    |       | RPR     | Oise              |
| Jean Maran                      |        | UDF    |       | UDF-PSD | Martinique        |
| Raymond Marcellin               |        | UDF    |       | UDF-PR  | Morbihan          |
| Georges Marchais                |        | COM    |       | PCF     | Val-de-Marne      |
| Philippe Marchand               |        | SOC    |       | PS      | Charente-Maritime |
| Claude-Gérard Marcus            |        | RPR    |       | RPR     | Paris             |
| Michel Margnes                  |        | SOC    |       | PS      | Hauts-de-Seine    |
| Olivier Marlière                |        | RPR    |       | RPR     | Nord              |
| Jean-Claude Martinez            |        | FN-RN  |       | FN      | Hérault           |
| Élie Marty                      |        | UDF    |       | UDF     | Dordogne          |
| Roger Mas                       |        | SOC    |       | PS      | Ardennes          |
| Jean-Louis Masson               |        | RPR    |       | RPR     | Moselle           |
| Gilbert Mathieu                 |        | UDF    |       | UDF     | Côte-d'Or         |
| Pierre Mauger                   |        | RPR    |       | RPR     | Vendée            |
| Joseph-Henri Maujoüan du Gasset |        | UDF    |       | UDF     | Loire-Atlantique  |
| Pierre Mauroy                   |        | SOC    |       | PS      | Nord              |
| Alain Mayoud                    |        | UDF    |       | UDF-PR  | Rhône             |
| Pierre Mazeaud                  |        | RPR    |       | RPR     | Haute-Savoie      |
| Jacques Médecin                 |        | RPR    |       | RPR     | Alpes-Maritimes   |
| Bruno Mégret                    |        | FN-RN  |       | FN      | Isère             |
| Pierre Méhaignerie              |        | UDF    |       | UDF-CDS | Ille-et-Vilaine   |
| Jacques Mellick                 |        | SOC    |       | PS      | Pas-de-Calais     |
| Joseph Menga                    |        | SOC    |       | PS      | Seine-Maritime    |
| Paul Mercieca                   |        | COM    |       | PCF     | Val-de-Marne      |
| Louis Mermaz                    |        | SOC    |       | PS      | Isère             |
| Georges Mesmin                  |        | UDF    |       | UDF     | Paris             |
| Pierre Messmer                  |        | RPR    |       | RPR     | Moselle           |
| Philippe Mestre                 |        | UDF    |       | UDF     | Vendée            |
| Pierre Métais                   |        | SOC    |       | PS      | Vendée            |
| Charles Metzinger               |        | SOC    |       | PS      | Moselle           |
| Louis Mexandeau                 |        | SOC    |       | PS      | Calvados          |
| Pierre Micaux                   |        | UDF    |       | UDF     | Aube              |
| Lucette Michaux-Chevry          |        | RPR    |       | RPR     | Guadeloupe        |
| Claude Michel                   |        | SOC    |       | PS      | Eure              |
| Henri Michel                    |        | SOC    |       | PS      | Drôme             |
| Jean-François Michel            |        | UDF    |       | UDF-CDS | Ardèche           |
| Jean-Pierre Michel              |        | SOC    |       | PS      | Haute-Saône       |
| Charles Millon                  |        | UDF    |       | UDF     | Ain               |
| Charles Miossec                 |        | RPR    |       | RPR     | Finistère         |
| Hélène Missoffe                 |        | RPR    |       | RPR     | Val-d'Oise        |
| Gilbert Mitterrand              |        | SOC    |       | PS      | Gironde           |
| Pierre Montastruc               |        | UDF    |       | a. UDF  | Haute-Garonne     |
| Robert Montdargent              |        | COM    |       | PCF     | Val-d'Oise        |
| Aymeri de Montesquiou           |        | UDF    |       | UDF-PRV | Gers              |
| Christiane Mora                 |        | SOC    |       | PS      | Indre-et-Loire    |
| Louise Moreau                   |        | UDF    |       | UDF-CDS | Alpes-Maritimes   |
| Louis Moulinet                  |        | SOC    |       | PS      | Paris             |
| Jean Mouton                     |        | UDF    |       | UDF     | Drôme             |
| Ernest Moutoussamy              |        | a. COM |       | PCG     | Guadeloupe        |
| Alain Moyne-Bressand            |        | UDF    |       | UDF     | Isère             |

## N
| Nom                   | Groupe | Groupe | Parti | Parti | Circonscription    |
| --------------------- | ------ | ------ | ----- | ----- | ------------------ |
| Henri Nallet          |        | SOC    |       | a. PS | Yonne              |
| Jean Narquin          |        | RPR    |       | RPR   | Maine-et-Loire     |
| Jean Natiez           |        | SOC    |       | PS    | Loire-Atlantique   |
| Véronique Neiertz     |        | SOC    |       | PS    | Seine-Saint-Denis  |
| Maurice Nénou-Pwataho |        | RPR    |       | RPR   | Nouvelle-Calédonie |
| Paulette Nevoux       |        | SOC    |       | PS    | Val-de-Marne       |
| Michel Noir           |        | RPR    |       | RPR   | Rhône              |
| Arthur Notebart       |        | SOC    |       | PS    | Nord               |
| Christian Nucci       |        | SOC    |       | PS    | Isère              |
| Roland Nungesser      |        | RPR    |       | RPR   | Val-de-Marne       |

## O
| Nom                | Groupe | Groupe | Parti | Parti | Circonscription   |
| ------------------ | ------ | ------ | ----- | ----- | ----------------- |
| Jean Oehler        |        | SOC    |       | PS    | Bas-Rhin          |
| Olivier d'Ormesson |        | FN-RN  |       | FN    | Val-de-Marne      |
| Michel d'Ornano    |        | UDF    |       | UDF   | Calvados          |
| Pierre Ortet       |        | SOC    |       | PS    | Haute-Garonne     |
| Jacqueline Osselin |        | SOC    |       | PS    | Nord              |
| Jacques Oudot      |        | RPR    |       | RPR   | Seine-Saint-Denis |

## P
| Nom                              | Groupe | Groupe | Parti | Parti    | Circonscription          |
| -------------------------------- | ------ | ------ | ----- | -------- | ------------------------ |
| Charles Paccou                   |        | RPR    |       | RPR      | Nord                     |
| Arthur Paecht                    |        | UDF    |       | UDF      | Var                      |
| Robert Pandraud                  |        | RPR    |       | RPR      | Seine-Saint-Denis        |
| Christiane Papon                 |        | RPR    |       | RPR      | Val-de-Marne             |
| Monique Papon                    |        | UDF    |       | UDF      | Loire-Atlantique         |
| Régis Parent                     |        | RPR    |       | RPR      | Drôme                    |
| Pierre Pascallon                 |        | RPR    |       | RPR      | Puy-de-Dôme              |
| Pierre Pasquini                  |        | RPR    |       | RPR      | Haute-Corse              |
| François Patriat                 |        | SOC    |       | PS       | Côte-d'Or                |
| Michel Pelchat                   |        | UDF    |       | UDF      | Essonne                  |
| Albert Pen                       |        | SOC    |       | a. PS    | Saint-Pierre-et-Miquelon |
| Jean-Pierre Pénicaut             |        | SOC    |       | PS       | Landes                   |
| Dominique Perben                 |        | RPR    |       | RPR      | Saône-et-Loire           |
| Régis Perbet                     |        | RPR    |       | RPR      | Ardèche                  |
| Ronald Perdomo                   |        | FN-RN  |       | FN       | Bouches-du-Rhône         |
| Jean-Pierre de Peretti           |        | UDF    |       | UDF      | Bouches-du-Rhône         |
| Michel Péricard                  |        | RPR    |       | RPR      | Yvelines                 |
| Rodolphe Pesce                   |        | SOC    |       | PS       | Drôme                    |
| Jean Peuziat                     |        | SOC    |       | PS       | Finistère                |
| Jacques Peyrat                   |        | FN-RN  |       | FN       | Alpes-Maritimes          |
| Alain Peyrefitte                 |        | RPR    |       | RPR      | Seine-et-Marne           |
| Michel Peyret                    |        | COM    |       | PCF      | Gironde                  |
| Albert Peyron                    |        | FN-RN  |       | FN       | Alpes-Maritimes          |
| Michel Pezet                     |        | SOC    |       | PS       | Bouches-du-Rhône         |
| Yann Piat                        |        | FN-RN  |       | FN       | Var                      |
| Christian Pierret                |        | SOC    |       | PS       | Vosges                   |
| André Pinçon                     |        | NI     |       | PS       | Mayenne                  |
| Étienne Pinte                    |        | RPR    |       | RPR      | Yvelines                 |
| Charles Pistre                   |        | SOC    |       | PS       | Tarn                     |
| Ladislas Poniatowski             |        | UDF    |       | UDF      | Eure                     |
| Bernard Pons                     |        | RPR    |       | RPR      | Paris                    |
| Jean Poperen                     |        | SOC    |       | PS       | Rhône                    |
| Vincent Porelli                  |        | COM    |       | PCF      | Bouches-du-Rhône         |
| François Porteu de La Morandière |        | FN-RN  |       | FN       | Pas-de-Calais            |
| Jean-Claude Portheault           |        | SOC    |       | PS       | Loiret                   |
| Robert Poujade                   |        | RPR    |       | RPR      | Côte-d'Or                |
| Henri Prat                       |        | SOC    |       | PS       | Pyrénées-Atlantiques     |
| Jean de Préaumont                |        | RPR    |       | RPR      | Essonne                  |
| Jean Proriol                     |        | UDF    |       | UDF-PPDF | Haute-Loire              |
| Jean Proveux                     |        | SOC    |       | PS       | Indre-et-Loire           |
| Philippe Puaud                   |        | SOC    |       | PS       | Vendée                   |

## Q
| Nom                 | Groupe | Groupe | Parti | Parti | Circonscription |
| ------------------- | ------ | ------ | ----- | ----- | --------------- |
| Jean-Jack Queyranne |        | SOC    |       | PS    | Rhône           |
| Paul Quilès         |        | SOC    |       | PS    | Paris           |
| Roger Quilliot      |        | SOC    |       | PS    | Puy-de-Dôme     |

## R
| Nom                      | Groupe | Groupe | Parti | Parti   | Circonscription    |
| ------------------------ | ------ | ------ | ----- | ------- | ------------------ |
| Éric Raoult              |        | RPR    |       | RPR     | Seine-Saint-Denis  |
| Noël Ravassard           |        | SOC    |       | PS      | Ain                |
| Alex Raymond             |        | SOC    |       | PS      | Haute-Garonne      |
| Pierre Raynal            |        | RPR    |       | RPR     | Cantal             |
| Michel Renard            |        | RPR    |       | RPR     | Martinique         |
| Jean-Pierre Reveau       |        | FN-RN  |       | FN      | Rhône              |
| Charles Revet            |        | UDF    |       | UDF     | Seine-Maritime     |
| Jean Reyssier            |        | COM    |       | PCF     | Marne              |
| Alain Richard            |        | SOC    |       | PS      | Val-d'Oise         |
| Lucien Richard           |        | RPR    |       | RPR     | Loire-Atlantique   |
| Jean Rigal               |        | SOC    |       | MRG     | Aveyron            |
| Jean Rigaud              |        | UDF    |       | UDF     | Rhône              |
| Marcel Rigout            |        | COM    |       | PCF     | Haute-Vienne       |
| Jacques Rimbault         |        | COM    |       | PCF     | Cher               |
| Jean Roatta              |        | UDF    |       | UDF     | Bouches-du-Rhône   |
| Gilles de Robien         |        | UDF    |       | UDF-PR  | Somme              |
| Michel Rocard            |        | SOC    |       | PS      | Yvelines           |
| Jean-Paul de Rocca Serra |        | RPR    |       | RPR     | Corse-du-Sud       |
| Alain Rodet              |        | SOC    |       | PS      | Haute-Vienne       |
| Jacques Roger-Machart    |        | SOC    |       | PS      | Haute-Garonne      |
| Hector Rolland           |        | RPR    |       | RPR     | Allier             |
| André Rossi              |        | UDF    |       | UDF-PRV | Aisne              |
| André Rossinot           |        | UDF    |       | UDF-PRV | Meurthe-et-Moselle |
| Michel de Rostolan       |        | FN-RN  |       | CNIP    | Essonne            |
| Yvette Roudy             |        | SOC    |       | PS      | Calvados           |
| Jean Roussel             |        | FN-RN  |       | FN      | Bouches-du-Rhône   |
| Jacques Roux             |        | COM    |       | PCF     | Hérault            |
| Jean-Pierre Roux         |        | RPR    |       | RPR     | Vaucluse           |
| Jean Royer               |        | NI     |       | RPR     | Indre-et-Loire     |
| Antoine Rufenacht        |        | RPR    |       | RPR     | Seine-Maritime     |

## S
| Nom                         | Groupe | Groupe | Parti | Parti   | Circonscription     |
| --------------------------- | ------ | ------ | ----- | ------- | ------------------- |
| Francis Saint-Ellier        |        | UDF    |       | UDF     | Calvados            |
| Dominique Saint-Pierre      |        | SOC    |       | MRG     | Ain                 |
| Michel Sainte-Marie         |        | SOC    |       | PS      | Gironde             |
| Philippe Sanmarco           |        | SOC    |       | PS      | Bouches-du-Rhône    |
| Jacques Santrot             |        | SOC    |       | PS      | Vienne              |
| Michel Sapin                |        | SOC    |       | PS      | Hauts-de-Seine      |
| Georges Sarre               |        | SOC    |       | PS      | Paris               |
| Bernard Schreiner           |        | SOC    |       | PS      | Yvelines            |
| Roger-Gérard Schwartzenberg |        | SOC    |       | MRG     | Val-de-Marne        |
| Jean-Paul Séguéla           |        | RPR    |       | RPR     | Haute-Garonne       |
| Jean Seitlinger             |        | UDF    |       | UDF     | Moselle             |
| Pierre Sergent              |        | FN-RN  |       | FN      | Pyrénées-Orientales |
| Odile Sicard                |        | SOC    |       | PS      | Isère               |
| Jacques Siffre              |        | SOC    |       | PS      | Bouches-du-Rhône    |
| Pierre Sirgue               |        | FN-RN  |       | FN      | Gironde             |
| Jean-Pierre Soisson         |        | UDF    |       | UDF-PR  | Yonne               |
| René Souchon                |        | SOC    |       | PS      | Cantal              |
| Renée Soum                  |        | SOC    |       | PS      | Pyrénées-Orientales |
| Jacques Sourdille           |        | RPR    |       | RPR     | Ardennes            |
| Robert Spieler              |        | FN-RN  |       | FN      | Bas-Rhin            |
| Bernard Stasi               |        | UDF    |       | UDF-CDS | Marne               |
| Gisèle Stievenard           |        | SOC    |       | PS      | Paris               |
| Jean-Pierre Stirbois        |        | FN-RN  |       | FN      | Hauts-de-Seine      |
| Olivier Stirn               |        | SOC    |       | a. PS   | Manche              |
| Dominique Strauss-Kahn      |        | SOC    |       | PS      | Haute-Savoie        |
| Marie-Josèphe Sublet        |        | SOC    |       | PS      | Rhône               |
| Jean-Pierre Sueur           |        | SOC    |       | PS      | Loiret              |

## T
| Nom                  | Groupe | Groupe | Parti | Parti   | Circonscription  |
| -------------------- | ------ | ------ | ----- | ------- | ---------------- |
| Martial Taugourdeau  |        | RPR    |       | RPR     | Eure-et-Loir     |
| Yves Tavernier       |        | SOC    |       | PS      | Essonne          |
| Paul-Louis Tenaillon |        | UDF    |       | UDF     | Yvelines         |
| Clément Théaudin     |        | SOC    |       | PS      | Ille-et-Vilaine  |
| André Thien Ah Koon  |        | NI     |       | DVD     | La Réunion       |
| Jean Tiberi          |        | RPR    |       | RPR     | Paris            |
| Maurice Toga         |        | RPR    |       | RPR     | Bouches-du-Rhône |
| Jacques Toubon       |        | RPR    |       | RPR     | Paris            |
| Ghislaine Toutain    |        | SOC    |       | PS      | Marne            |
| Georges Tranchant    |        | RPR    |       | RPR     | Hauts-de-Seine   |
| Catherine Trautmann  |        | SOC    |       | PS      | Bas-Rhin         |
| Gérard Trémège       |        | UDF    |       | UDF-PRV | Hautes-Pyrénées  |

## U
| Nom              | Groupe | Groupe | Parti | Parti | Circonscription |
| ---------------- | ------ | ------ | ----- | ----- | --------------- |
| Jean Ueberschlag |        | RPR    |       | RPR   | Haut-Rhin       |

## V
| Nom                  | Groupe | Groupe | Parti | Parti   | Circonscription  |
| -------------------- | ------ | ------ | ----- | ------- | ---------------- |
| Guy Vadepied         |        | SOC    |       | PS      | Oise             |
| Jean Valleix         |        | RPR    |       | RPR     | Gironde          |
| Philippe Vasseur     |        | UDF    |       | UDF     | Pas-de-Calais    |
| Michel Vauzelle      |        | SOC    |       | PS      | Bouches-du-Rhône |
| Paul Vergès          |        | a. COM |       | PCR     | La Réunion       |
| Jean-Paul Virapoullé |        | UDF    |       | UDF-CDS | La Réunion       |
| Alain Vivien         |        | SOC    |       | PS      | Seine-et-Marne   |
| Robert-André Vivien  |        | RPR    |       | RPR     | Val-de-Marne     |
| Michel Vuibert       |        | UDF    |       | UDF     | Ardennes         |
| Roland Vuillaume     |        | RPR    |       | RPR     | Doubs            |

## W
| Nom                  | Groupe | Groupe | Parti | Parti  | Circonscription |
| -------------------- | ------ | ------ | ----- | ------ | --------------- |
| Marcel Wacheux       |        | SOC    |       | PS     | Pas-de-Calais   |
| Georges-Paul Wagner  |        | FN-RN  |       | FN     | Yvelines        |
| Robert Wagner        |        | RPR    |       | RPR    | Yvelines        |
| Pierre Weisenhorn    |        | RPR    |       | RPR    | Haut-Rhin       |
| Gérard Welzer        |        | SOC    |       | a. PS  | Vosges          |
| Pierre-André Wiltzer |        | UDF    |       | a. UDF | Essonne         |
| Jean-Pierre Worms    |        | SOC    |       | PS     | Saône-et-Loire  |

## Z
| Nom              | Groupe | Groupe | Parti | Parti   | Circonscription |
| ---------------- | ------ | ------ | ----- | ------- | --------------- |
| Adrien Zeller    |        | UDF    |       | UDF-CDS | Bas-Rhin        |
| Émile Zuccarelli |        | a. SOC |       | MRG     | Haute-Corse     |